# Alfonso Mejía
Alfonso Mejía Silva (Ciudad de México, 16 de noviembre de 1934-Ciudad de México, 29 de diciembre de 2021) fue un actor mexicano. Es recordado por haber interpretado el papel de Pedro, personaje principal de la película Los olvidados (1950).

## Biografía y carrera

### 1934-1950: primeros años
Nació el 16 de diciembre de 1934 en la colonia Roma de Ciudad de México. 

### 1949-1959: Época de Oro del cine mexicano
En 1949, a los 15 años de edad, audicionó para una convocatoria de la productora cinematográfica Ultramar Films, en la que se buscaba al actor principal para una nueva cinta de Luis Buñuel. Antes de presentarse ante este último, tomó clases de dicción con José de Jesús Aceves. Mejía pasó la prueba y fue elegido para personificar al adolescente Pedro en Los olvidados, estrenada en 1950, marcando así su debut como actor infantil. 
Antes del estreno de su proyecto con Buñuel, su carrera se vio en peligro ante la negativa en México de exhibirla. Uno de los principales detractores fue el actor y presidente de la Asociación Nacional de Actores (ANDA), Jorge Negrete, quien se opuso a su proyección, por lo crudo de la temática y por dar una imagen que aseguraba «no correspondía a México», lo que propició que a su estreno, se convirtiera en un rotundo fracaso. Su éxito vino luego de entrar en competencia en el festival de Cannes, donde resultó triunfadora, teniendo en el escritor mexicano Octavio Paz su principal promotor, a partir del premio, la cinta se reestrena en México y fue reconocida por La Academia Mexicana de Ciencias y Artes Cinematográficas con once Premios Ariel, entre ellos el de mejor actor infantil para Alfonso.
Continuando su filmografía durante el transcurso de la Época de Oro del cine mexicano, prosiguió trabajando como artista juvenil con títulos como La bienamada (1951) y Mi esposa y la otra (1952), además de conseguir dos nominaciones a un Premio Ariel por las cintas; Padre nuestro (1953), y El túnel 6 (1955).

### 1960-2010: proyectos y vida posterior
El cine de oro finalizó en 1956, pero no abandonó el cine debido al éxito que ya había alcanzado, por lo que en los sesenta intervino en proyectos como Quinceañera (1960) con Martha Mijares, Teresa Velázquez  y Maricruz Olivier, Mañana serán hombres (1961), Juventud sin Dios (1962) y Por mis pistolas (1968) con Mario Moreno Cantinflas. Su última aparición en cine fue en la película Rubí (1970), con Irán Eory, después de filmarla decide retirarse, para atender a su familia.
Se casó con Carmelita, una antigua admiradora con quien intercambiaba correspondencia y de quien se enamoró, según sus propias palabras por su bella caligrafía, se retiró del cine y al lado de su pareja, hijos y nietos radicó en la ciudad de Chihuahua, México;  teniendo pocas apariciones públicas, pero siendo constantemente recordado con la proyección de la cinta que lo imortalizó: Los Olvidados. 
En el 2010, Vanguardia logró contactar a Mejía e invitarlo a viajar a Saltillo y contar cómo fue su experiencia como actor. Mejía aceptó la invitación. Ese mismo año fue el reestreno de la película de Los Olvidados como celebración por haber ganado el Festival de Cannes hace 61 años.

## Muerte
El 29 de diciembre de 2021, Mejía falleció en Ciudad de México a los 87 años de edad.

## Filmografía
- Rubí (1970)... Dr. Cuevas
- Las bestias jóvenes (1970)
- La frontera de cristal (1969)... David (TV Series)
- Arriba las manos Texano (1969)
- Por mis pistolas (1968)... Pablo Sánchez
- Frontera (1967) (TV Series)
- Detectives o ladrones..? (Dos agentes inocentes) (1967)
- Serenata en noche de luna (1967)... Raul
- Los tres mosqueteros de Dios (1967)... Ray
- Tarahumara (1965)... Roniali
- Río Hondo (1965)... Miguel
- Los novios de mis hijas (1964)... Carlos Avelar
- Los falsos heroes (1962)
- Contra viento y marea (1962)... Son
- Jóvenes y bellas (1962)
- Juventud sin Dios (La vida del padre Lambert) (1962)... Salvador
- Mañana serán hombres (1961)... Hector Maldonado
- El hombre de la ametralladora (1961)... Paco
- Vacaciones en Acapulco (1961)... Lencho
- Chicas casaderas (1961)... Paco
- Puños de Roca (1960)
- Quinceañera (1960)... Pancho
- La edad de la tentación (1959)... Federico
- El boxeador (1958)... Ray Corona
- Juventud desenfrenada (1956)
- El túnel 6 (1955)... Enrique
- Padre nuestro (1953)... Eduardo Molina
- Mi esposa y la otra (1952)... Pablo
- El mártir del calvario (1952)... Marcos
- La bienamada (1951)
- Los olvidados (1950)... Pedro

## Reconocimientos

### Premios Ariel
| Año  | Categoría          | Película      | Resultado |
| ---- | ------------------ | ------------- | --------- |
| 1951 | Actuación Infantil | Los olvidados | Ganador   |
| 1954 | Actuación Juvenil  | Padre nuestro | Nominado  |
| 1956 | Actuación Juvenil  | El túnel 6    | Nominado  |